# Obama (planina)
Obama (također Boggy Peak do 4.8.2009.) je najviši vrh planinskog lanca Shekerley i otoka Antigva. Nalazi se na jugozapadnoj strani otoka s visinom od 402 m. Nazvana je po Baracku Obami, 44. predsjedniku Sjedinjenih Američkih Država.

## Povijest

### Promjena imena
4. kolovoza 2009. na 48. rođendan američkog predsjednika Baracka Obame premijer Antigve i Barbude Baldwin Spencer je preimenovao planinu Boggy Peak u Mount Obama.